# Thomas Liehr (Biologe)
Thomas Liehr (* 14. August 1965 in Erlangen) ist ein deutscher Biologe und Humangenetiker.

## Leben
Thomas Liehr besuchte in Erlangen und Höchstadt an der Aisch das Gymnasium und studierte in Erlangen an der Friedrich-Alexander-Universität Biologie. Seine Diplomarbeit verfasste Liehr über kleine überzählige Markerchromosomen am Institut für Humangenetik in Erlangen. Er promovierte bei Bernd Rautenstrauß 1997 zur gewebespezifischen Expression und möglichen Funktionen des peripheren Myelinprotein-22-Gens (PMP-22). Bis April 1998 arbeitete er als Postdoktorand in der tumorzytogenetischen Arbeitsgruppe von Erich Gebhart. Anschließend wechselte er an das Institut für Humangenetik der Universität Jena. Dort leitete er die Arbeitsgruppe Molekulare Zytogenetik. Im Jahr 2000 erwarb er den Titel des Fachhumangenetikers (GfH) und darf seit 2005 auch die Bezeichnung European Clinical Laboratory Geneticist (ErCLG) führen.
Im Oktober 2005 wurde Liehr habilitiert. 2013 und 2016 war er als „eingeladener Professor“ an der Yerevan State University und der Belgrade School of Medicine aktiv.

## Forschung und Lehre
Liehr forscht zu Chromosomenstruktur und deren Veränderungen bei ererbten und erworbenen genetischen Erkrankungen sowie zu evolutiven Vorgängen in Vertebraten und Invertebraten. Er nutzt dazu molekularzytogenetische Verfahren. Er gilt als Spezialist für kleine überzählige Markerchromosomen und die damit verbundene Gruppe seltener Erkrankungen.

## Auszeichnungen
- 2007: Habilitationspreis der Friedrich-Schiller-Universität
- 2014: Goldmedaille der Yerevan State University „für herausragende wissenschaftliche Leistungen, bedeutende Aktivitäten zur Förderung der wissenschaftlich-pädagogischen Beziehungen zwischen der Friedrich-Schiller-Universität Jena und der Staatlichen Universität Yerevan sowie für einen großen Beitrag zur Entwicklung der molekularen Zytogenetik in Armenien und der YSU“ und  Ehrendoktorwürde der Yerevan State University.[1]
- 2019: Goldmedaille des „Research Center for Medical Genetics für herausragenden Beitrag zur medizinischen Genetik“
- 2019: Medaille zum Gedenken an Yuri Yurov für Leistungen in der medizinischen Genomik „in Anerkennung seines bemerkenswerten Beitrags zur molekularen Zytogenetik und molekularen Genomik“[2]

## Publikationen
Seit November 2008 ist Liehr Editor des Journals Molecular Cytogenetics und im Editorial Board von 19 weiteren wissenschaftlichen Zeitschriften.
Bücher:
- (2020): Humangenetik: Eine grundlegende Trainingseinheit
- (2016): Uniparental Disomy (UPD) in Clinical Genetics: A Guide for Clinicians and Patients. Springer 2016. ISBN 978-3662511145
- (2013): Benign and Pathological Chromosomal Imbalances: Microscopic and Submicroscopic Copy Number Variations (CNVs) in Genetics and Counseling Academic Press. ISBN 978-0124046313
- (2012): Small Supernumerary Marker Chromosomes (sSMC): A Guide for Human Geneticists and Clinicians Springer 2012